# Templo de Oxum
Oxum-Oxobô (em iorubá: Ọṣun-Oṣogbo) é uma floresta sagrada às margens do rio Oxum que se encontra nos arredores da cidade de Oxobô, no estado de Oxum, Nigéria. Densa, é uma das últimas florestas primárias no sul do país. É considerada símbolo da identidade iorubá, talvez a última na cultura iorubá. É um local de peregrinação e atração turística popular, sobretudo durante o mês de agosto, quando ocorre o festival secular anual em homenagem a Oxum. O festival, segundo especialistas em religiões tradicionais africanas, está ameaçado precisamente devido a essa exposição.

## Galeria

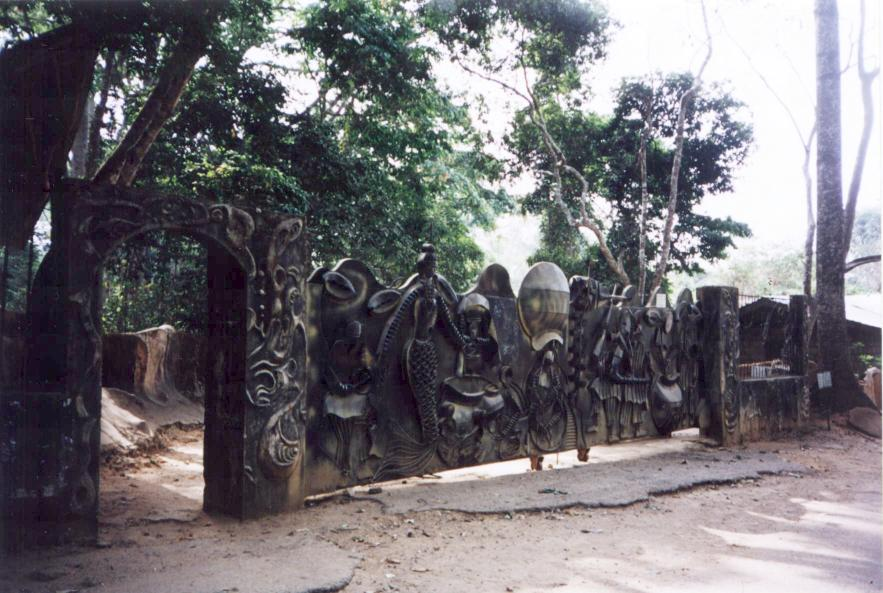
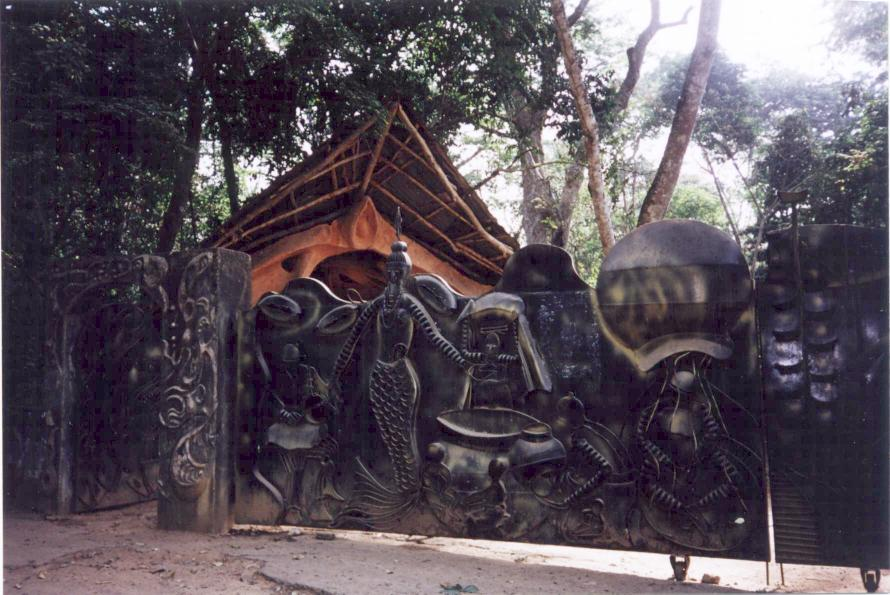
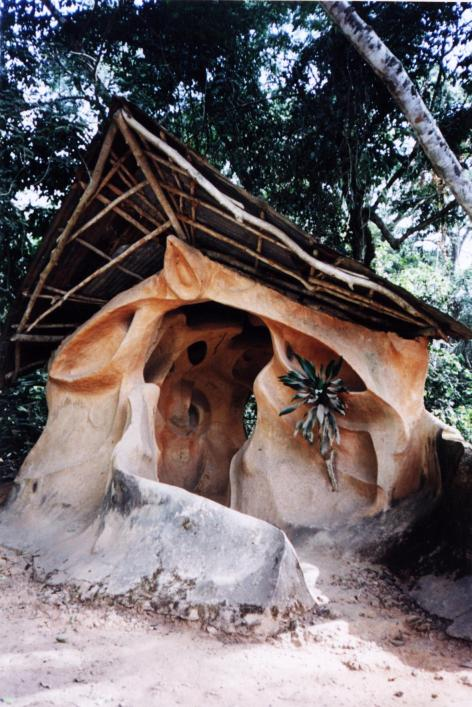
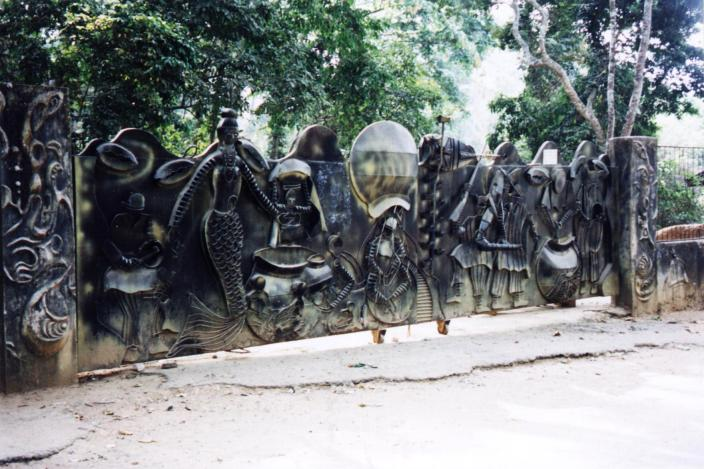